# 坎纳隆加
坎纳隆加（義大利語：Cannalonga），是意大利萨莱诺省的一个市镇。总面积17平方公里，人口1104人，人口密度64.9人/平方公里（2009年）。ISTAT代码为065024。